# Gelbe Reihe (Journalismus)
Unter dem Titel Journalistische Praxis oder Gelbe Reihe ist eine Reihe von Journalismus-Lehrbüchern bekannt. Sie wurde 1975 mit dem Band "Einführung in den praktischen Journalismus" von Walther von La Roche begründet.

## Geschichte
Zu Beginn erschienen die Bücher im List-Verlag, München. Mit der wechselvollen Geschichte des List-Verlags wechselte auch die Buchreihe mehrfach den Besitzer. Im Jahr 2006 wanderte sie innerhalb der Ullstein-Gruppe von List zu Econ. Seit 2013 erscheinen die Bücher bei Springer VS in Wiesbaden.
Walther von La Roche betreute die Buchreihe als Herausgeber bis zu seinem Tod 2010. Bereits 2006 war Gabriele Hooffacker ins Herausgeberteam aufgenommen worden. Sie gibt die Reihe seit 2010 heraus.

## Konzeption
Die gelben Bücher und die Websites zu jedem Buch vermitteln journalistisches Praxiswissen. Viele Bücher sind seit ihrem ersten Erscheinen vielfach überarbeitet und aktualisiert worden. Von Anfang an ist das Kennzeichen der Bände der gelbe Einband. Deshalb wurden die Bücher von Studenten und Journalistenschülern liebevoll "Gelbe Reihe" genannt. Seit 2013 sind die meisten Titel der Reihe auch als E-Books verfügbar.

## Ausgaben (Auswahl)
Zu den bekanntesten Büchern zählen
- Walther von La Roche: Einführung in den praktischen Journalismus. (weitergeführt von Gabriele Hooffacker und Klaus Meier)
- Walther von La Roche, Axel Buchholz (Hrsg.): Radio-Journalismus.
- Axel Buchholz (Hrsg.): Fernseh-Journalismus.
- Winfried Göpfert: Wissenschafts-Journalismus.
- Gabriele Hooffacker: Online-Journalismus.
- Michael Rossié: Sprechertraining.
- Michael Rossié: Frei sprechen.
- Wolf Schneider, Detlef Esslinger: Die Überschrift.
- Carmen Thomas: Hallo Ü-Wagen.
- Gabriele Hooffacker, Peter Lokk: Pressearbeit praktisch.

Neue Themen und Titel der Reihe (Auswahl):
- Peter Welchering: Informantenschutz für Journalisten.
- Kim Otto et al: Magazinjournalismus im Fernsehen.
- Markus Kaiser (Hrsg.): Special Interest.
- Markus Kaiser u. a.: Chatbots.